# Ни на небу ни на земљи (албум Даде)
Ни на небу ни на земљи је други соло албум репера Даде. Објављен је 2016. под окриљем издавачке куће Басивити диџитал.
На овоме албуму је једини гост Плема и то на песми „Моје време је сад”.
Реакција и критика публике је била изузетно позитивна, на опште одушевљење аутора, поготову јер је тих година већ почела „кич” музика која је била мешавина хипхопа и турбо фолка, док је на овом албуму жанр песама искљчувио хипхоп старе школе.

## Опште информације
Дада је у својим сингл песмама између два албума често истицао да хипхоп музика није профитабилна и да у њој нема новца, те да он песме ствара за „пет одсто” слушаоца који ће подржати хипхоп уметност, првенствено купујући албуме који је највећи извор прихода свих домаћих репера. Седам година после првога албума, на ишчекивање публике, Дада избацује првог дана јула 2016. албум Ни на небу ни на земљи. Према његовим речима, ни он сам није био сигуран да ли га публика још увек слуша и памти.
Он је прокоментарисао да му је требала одређена количина храбрости да изда албум на компакт-диску у време интернета и пиратерије.
На песми „У ратној опреми” гостује глумац Никола Ђуричко.

## Списак песама
| №   | Назив                           | Трајање |  |
| 1.  | Добри момци                     | 3:23    |  |
| 2.  | У ратној опреми                 | 3:58    |  |
| 3.  | Пожури                          | 3:38    |  |
| 4.  | Лепа кутија                     | 3:00    |  |
| 5.  | Знам те                         | 4:02    |  |
| 6.  | Плачипичке                      | 4:18    |  |
| 7.  | Само слога (љути Срби)          | 4:20    |  |
| 8.  | Чујем мук (Б. у К.)             | 3:53    |  |
| 9.  | Нема тих пара                   | 3:58    |  |
| 10. | Продавница снова                | 4:43    |  |
| 11. | Моје време је сад (feat. Плема) | 3:48    |  |
| 12. | Ни на небу ни на земљи          | 3:51    |  |
| 13. | Пуковник ил’ покојник           | 4:16    |  |
| 14. | Сто до музике                   | 5:01    |  |
| 15. | Наздравите за шупка             | 3:54    |  |